# Europese kampioenschappen roeien 2013
De Europese kampioenschappen roeien 2013 werden van vrijdag 31 mei tot en met zondag 2 juni gehouden in Sevilla, een stad in het zuiden van Spanje. De Europese kampioenschappen werden georganiseerd door de FISA.

## Medaillewinnaars

### Mannen
| Bootklasse              | Goud | Goud    | Zilver | Zilver  | Brons | Brons   |
| Skiff M1x               | Tsjechië Ondřej Synek | 7:36,35 | Duitsland Marcel Hacker | 7:40,75 | Nederland Roel Braas | 7:45,95 |
| Twee zonder M2-         | Servië Nenad Beđik Nikola Stojić | 7:02,59 | Polen Wojciech Gutorski Jarosław Godek | 7:04,98 | Nederland Rogier Blink Mitchel Steenman | 7:08,27 |
| Dubbel twee M2x         | Italië Francesco Fossi Romano Battisti | 6:37,05 | Litouwen Rolandas Maščinskas Saulius Ritter | 6:37,67 | Noorwegen Nils Jakob Hoff Kjetil Borch | 6:38,97 |
| Vier zonder M4-         | Nederland Boaz Meylink Kaj Hendriks Mechiel Versluis Robert Lücken                                                                                    | 6:21,79 | Roemenië Marius Cozmiuc George Palamariu Cristi-Ilie Pirghie Florin Curuea                                                                                    | 6:23,83 | Duitsland Toni Seifert Felix Wimberger Malte Jakschik Max Planer                                                                                            | 6:24,94 |
| Dubbel vier M4x         | Duitsland Karl Schulze Paul Heinrich Lauritz Schoof Tim Grohmann                                                                                      | 6:07,41 | Polen Dawid Grabowski Konrad Wasielewski Piotr Licznerski Adam Wicenciak                                                                                      | 6:09,51 | Italië Matteo Stefanini Simone Venier Luca Rambaldi Simone Raineri                                                                                          | 6:09,59 |
| Acht M8+                | Duitsland Maximilian Munski Hannes Ocik Maximilian Reinelt Felix Drahotta Anton Braun Richard Schimidt Kristof Wilke Eric Johannesen Martin Sauer (s) | 5:59,00 | Polen Marcin Brzeziński Piotr Juszczak Mikołaj Burda Piotr Hojka Zbigniew Schodowski Michał Szpakowski Krystian Aranowski Rafał Hejmej Daniel Trojanowski (s) | 6:00,31 | Nederland Sjoerd de Groot Ruben Knab Gerbren Spoelstra Thomas Doornbos Vincent van der Want Boudewijn Röell David Kuiper Govert Viergever Peter Wiersum (s) | 6:00,93 |
| Lichte skiff LM1x       | Denemarken Henrik Stephansen | 7:37,93 | Portugal Pedro Fraga | 7:38,84 | Duitsland Jonathan Koch | 7:48,42 |
| Lichte dubbel twee LM2x | Frankrijk Stany Delayre Jérémie Azou | 6:56,61 | Noorwegen Kristoffer Brun Are Strandli | 6:58,96 | Zwitserland Simon Schürch Mario Gyr | 6:59,40 |
| Lichte twee zonder LM2- | Zwitserland Simon Niepmann Lucas Tramèr | 7:23,21 | Italië Guido Gravina Giorgio Tuccinardi | 7:24,52 | Spanje Xavier Vela Daniel Sigurbjörnsson | 7:25,79 |
| Lichte vier zonder LM4- | Denemarken Kasper Winther Jørgensen Jacob Larsen Jacob Barsøe Morten Jørgensen                                                                        | 6:27,28 | Tsjechië Jan Vetešník Ondřej Vetešník Jiří Kopáč Miroslav Vraštil Jr.                                                                                         | 6:29,68 | Frankrijk Franck Solforosi Guillaume Raineau Augustin Mouterde Thomas Baroukh                                                                               | 6:30,38 |

### Vrouwen
| Bootklasse              | Goud | Goud    | Zilver | Zilver  | Brons | Brons   |
| Skiff W1x               | Tsjechië Miroslava Knapková | 8:15,48 | Oostenrijk Magdalena Lobnig | 8:18,24 | Nederland Inge Janssen | 8:21,30 |
| Twee zonder W2-         | Roemenië Cristina Grigoras Andreea Boghian | 7:49,09 | Duitsland Kerstin Hartmann Marlene Sinnig | 7:51,56 | Oekraïne Svitlana Novichenko Anna Kontseva | 7:57,26 |
| Dubbel twee W2x         | Litouwen Donata Vištartaitė Milda Valčiukaitė | 7:21,87 | Polen Magdalena Fularczyk Natalia Madaj | 7:28,34 | Wit-Rusland Ekaterina Karsten Yuliya Bichyk | 7:31,94 |
| Dubbel vier W4x         | Duitsland Annekatrin Thiele Carina Bär Julia Richter Britta Oppelt                                                                                          | 6:45,01 | Nederland Wianka van Dorp Sophie Souwer Lisa Scheenaard Nicole Beukers                                                                            | 6:48,67 | Italië Laura Schiavone Giada Colombo Sara Magnaghi Gaia Palma | 6:49,57 |
| Acht W8+                | Roemenië Roxana Cogianu Ionela Zaharia Cristina Grigoras Irina Dorneanu Adelina Cojocariu Andreea Boghian Camelia Lupașcu Nicoleta Albu Daniela Druncea (s) | 6:41,83 | Duitsland Lisa Kemmerer Anne Becker Sophie Paul Ulrike Sennewald Michaela Schmidt Ronja Schuette Julia Lepke Kathrin Marchand Laura Schwensen (s) | 6:50,20 | Rusland Yulia Inozemtseva Oxana Strelkova Anastasia Karabelshikova Aleksandra Fedorova Tatiana Afinogenova Anastasia Tikhanova Elizaveta Tikhanova Anastasia Zhukova Ksenia Volkova (s) | 6:53,32 |
| Lichte skiff LW1x       | Griekenland Aikaterini Nikolaidou | 8:32,92 | Oostenrijk Michaela Taupe-Traer | 8:36,59 | Nederland Marie-Anne Frenken | 8:39,14 |
| Lichte dubbel twee LW2x | Italië Laura Milani Elisabetta Sancassani | 7:37,92 | Duitsland Lena Mueller Anja Noske | 7:42,64 | Polen Weronika Deresz Katarzyna Welna | 7:47,10 |

## Medailleklassement
| Plaats | Land        | Goud | Zilver | Brons | Totaal |
| 1      | Duitsland   | 3    | 4      | 2     | 9      |
| 2      | Italië      | 2    | 1      | 2     | 5      |
| 3      | Tsjechië    | 2    | 1      | 0     | 3      |
| 3      | Roemenië    | 2    | 1      | 0     | 3      |
| 5      | Denemarken  | 2    | 0      | 0     | 2      |
| 6      | Nederland   | 1    | 1      | 5     | 7      |
| 7      | Litouwen    | 1    | 1      | 0     | 2      |
| 8      | Frankrijk   | 1    | 0      | 1     | 2      |
| 8      | Zwitserland | 1    | 0      | 1     | 2      |
| 10     | Griekenland | 1    | 0      | 0     | 1      |
| 10     | Servië      | 1    | 0      | 0     | 1      |
| 12     | Polen       | 0    | 4      | 1     | 5      |
| 13     | Oostenrijk  | 0    | 2      | 0     | 2      |
| 14     | Noorwegen   | 0    | 1      | 1     | 2      |
| 15     | Portugal    | 0    | 1      | 0     | 1      |
| 16     | Wit-Rusland | 0    | 0      | 1     | 1      |
| 16     | Rusland     | 0    | 0      | 1     | 1      |
| 16     | Spanje      | 0    | 0      | 1     | 1      |
| 16     | Oekraïne    | 0    | 0      | 1     | 1      |
| Totaal | Totaal      | 17   | 17     | 17    | 51     |